# 川崎重工業
川崎重工業株式會社（日语：／ Kawasaki Jūkōgyō Kabushiki-gaisha）簡稱川崎重工，是以重工業作為主要業務的日本企業，業務範圍涵蓋航空、太空、鐵路車輛、摩托車、船舶、機械以及其他各式各樣的設備。

## 歷史

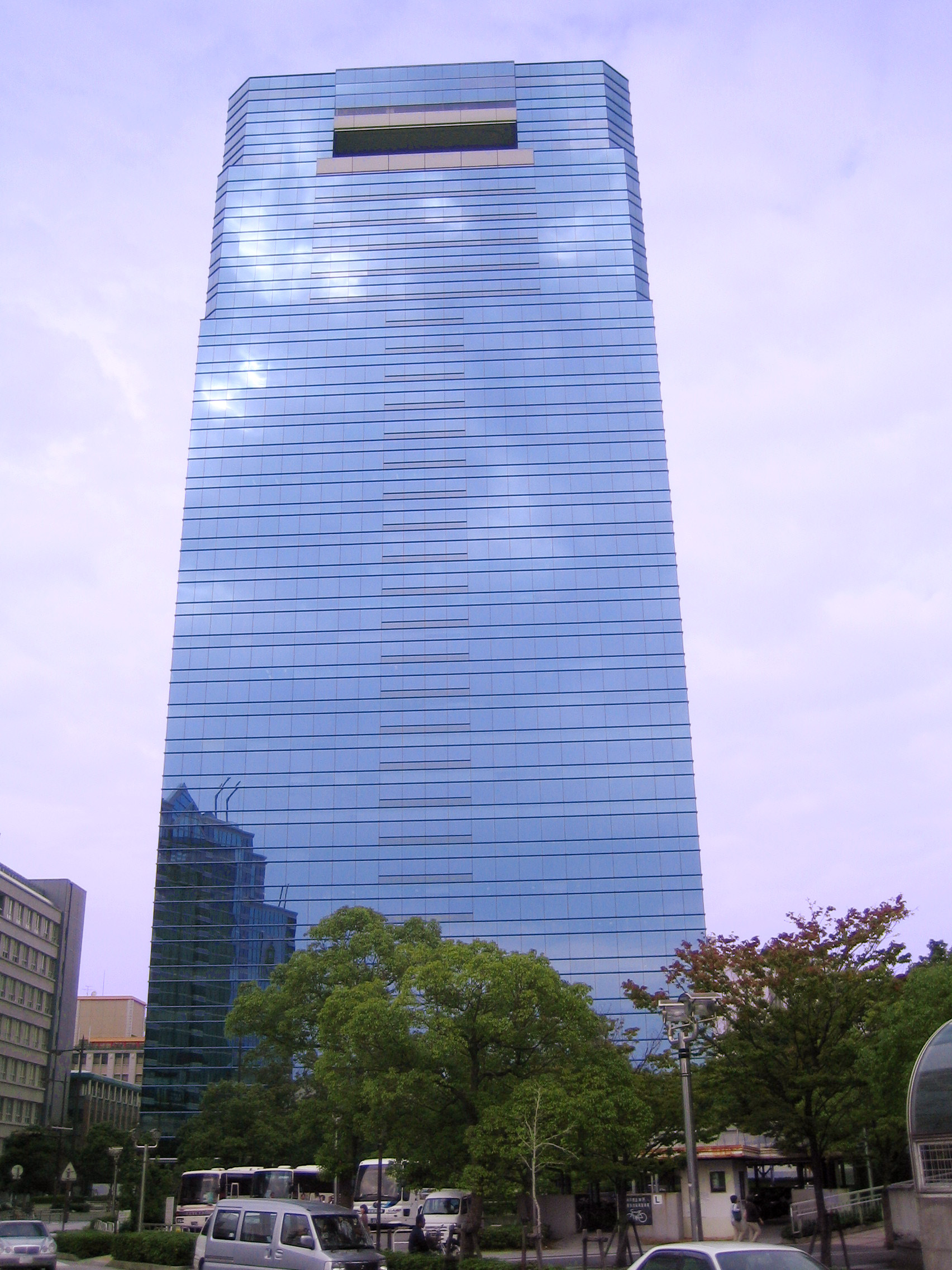
神戶水晶塔（神戸クリスタルタワー）：川崎重工總部所在地

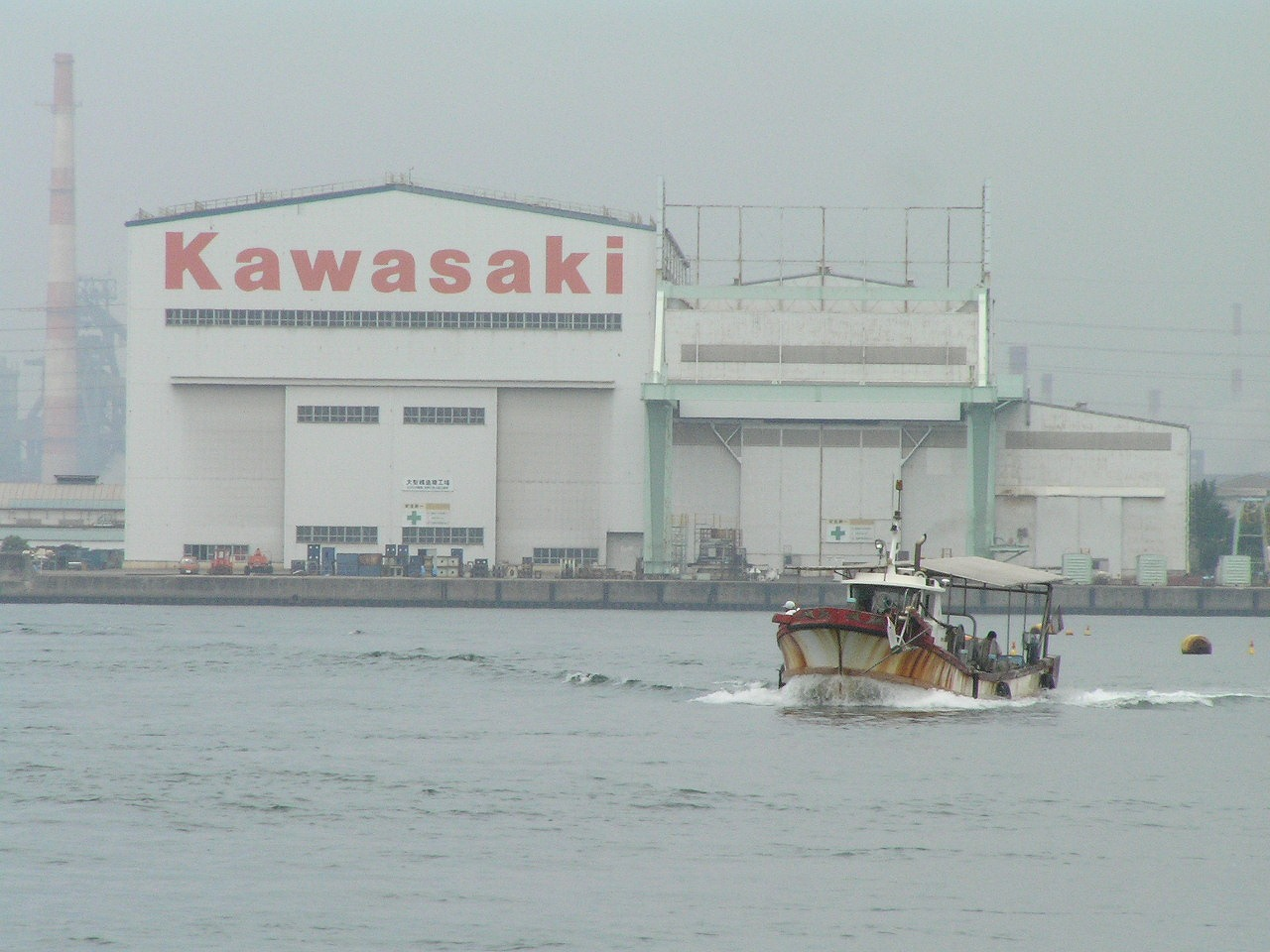
川崎重工播磨工廠

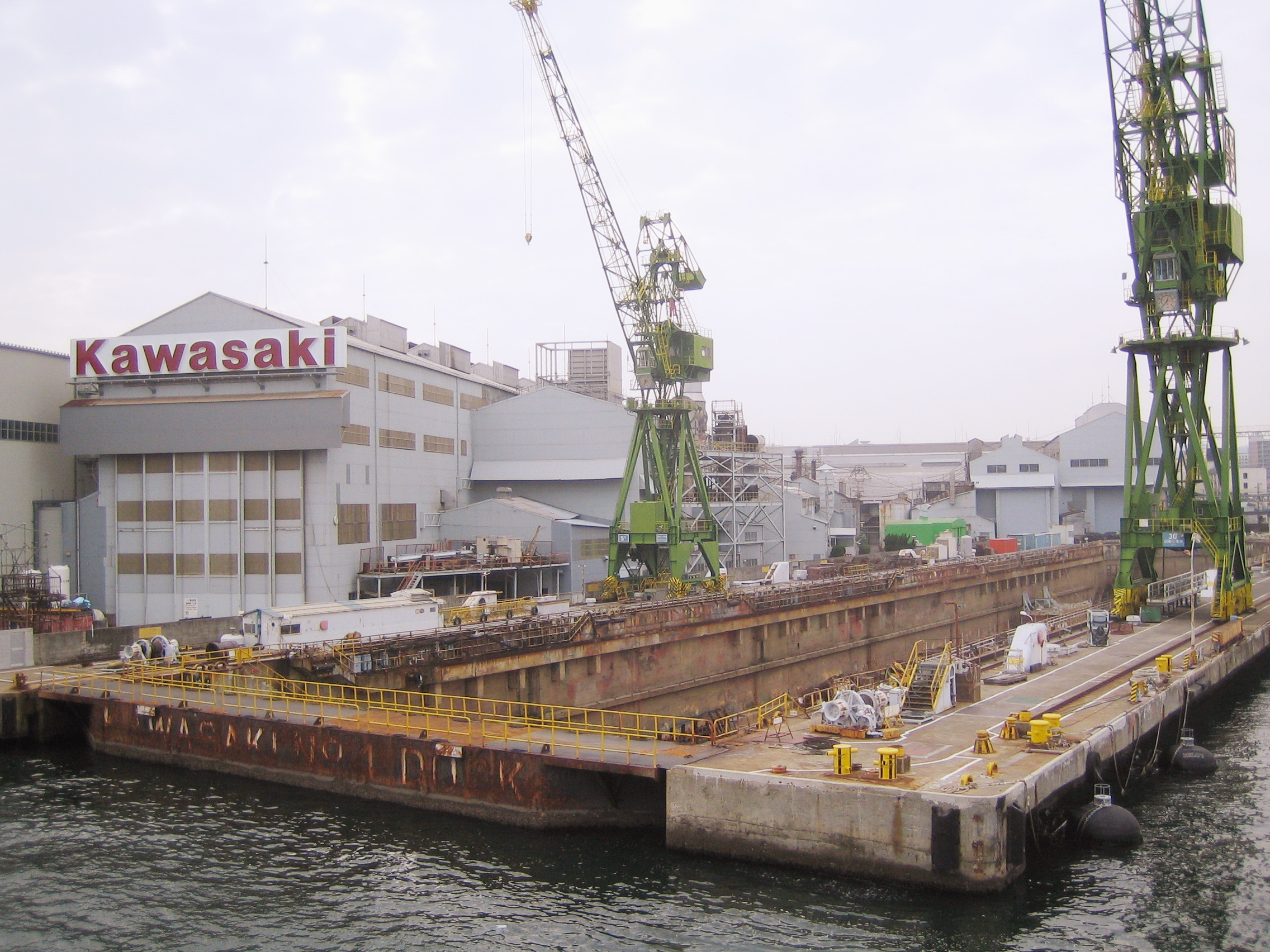
川崎造船廠本廠的乾塢

川崎重工起家於明治維新。1878年川崎正藏在大藏省的帮助下建立了川崎築地造船所，1896年更名为株式会社川崎造船所，这就是川崎重工業的前身。至大正時代的第一次世界大戰期間已有蓬勃的造船業，經歷昭和時代的二戰、而戰後的日本經濟發展急劇增長以至日本近代史及工業史，川崎重工仍為日本軍工企業中的老字號之一。
川崎公司成立之後借助政治关系，迅速成为日本最重要的重工业企业之一，1906年向日本军队交付了第一艘国产潜艇，并于当年建造了第一台国产蒸汽机车，1939年公司更名为川崎重工業株式会社。在二战期间该公司還向日本军队提供了飞燕战斗机、五式战斗机、一式运输机等軍事裝備，並建造著名的榛名号战列舰、加賀號航空母艦、飛鷹號航空母艦和大鳳號航空母艦和生駒級航空母艦。在二战结束后，川崎重工仍然保持重要地位，業務的範圍在航空、太空、造船、铁路、发动机、摩托车、机器人等领域，代表了日本科技先进水準。

## 现状
川崎重工目前注册资本1043.28亿日圓，销售额为8899.63亿日圓，集团员工30653人，川崎重工集团下辖主要有车辆公司、航空宇宙公司、燃气轮机、机械公司、通用机公司、船舶公司等部门，产品涵盖海陆空各个领域，对军工訂單的程度只有低于10%，但是在航太部门最主要還是依靠军工訂單才得以维持。目前川崎重工是日本军工企業的重要成员之一，仅次于三菱重工，是日本自卫队飞机和潜艇的主要製造廠商。2004年至2005年，中國南車青島四方、中國北車長客股份和唐車公司先後從加拿大龐巴迪、日本川崎重工、法國阿爾斯通和德國西門子引進技術，聯合設計生產高速動車組。

## 航空

### 第二次世界大戰结束前

#### 日本陸軍
- 八八式偵察機
- 八八式輕型轟炸機
- 九二式戰鬥機
- 九五式戰鬥機(キ一〇)
- 九八式輕轟炸機（キ三二）
- 九九式雙發輕轟炸機（キ四八）
- 一式貨物運輸機（日语：一式貨物輸送機）
- 二式複座戰鬥機「屠龍」（キ四五）
- 三式戰鬥機「飛燕」（キ六一）
- 五式戰鬥機
- 特許生產
  - 乙式一型偵察機（薩爾牟遜2A2（英语：Salmson 2））
  - 八七式重型轟炸機（多尼爾Do.N）

#### 民用
- 特許生產
  - 多尼爾Komet（彗星）
  - 多尼爾Do B「Merkur（水星）」
  - 多尼爾Do J（英语：Dornier Do J）「Wal（鯨魚）」

### 第二次世界大戰结束後

#### 自衛隊
- XC-2運輸機
- C-1運輸機
- T-4教練機
- OH-1
- 特許生產
  - T-33A
  - P-2J
  - P-3C
  - Bell 47（英语：Bell 47）
  - CH-46 Sea Knight
  - OH-6J/D
  - CH-47支奴干
  - AgustaWestland EH101
- 分工生產
  - F-2戰鬥機

#### 民用
- 分工生產
  - H-2A運載火箭（運載部分）
  - YS-11
  - 波音767（共同開發）
  - 波音777（共同開發）
  - 波音787（主翼、中胴結合部及中央翼）
  - 空中巴士A321（中部胴体外皮）
  - 巴西航空工业E170（協助開發）
  - 巴西航空工业E175（協助開發）
  - 巴西航空工业E190-100/200（協助開發）
  - 巴西航空工业E195（協助開發）
  - 劳斯莱斯瑞达系列渦扇發動機（部分元件，不包括Trent 500及Trent 700）

## 出口及持續生產中的車輛
- KDX50/200
- KX100/500
- J300

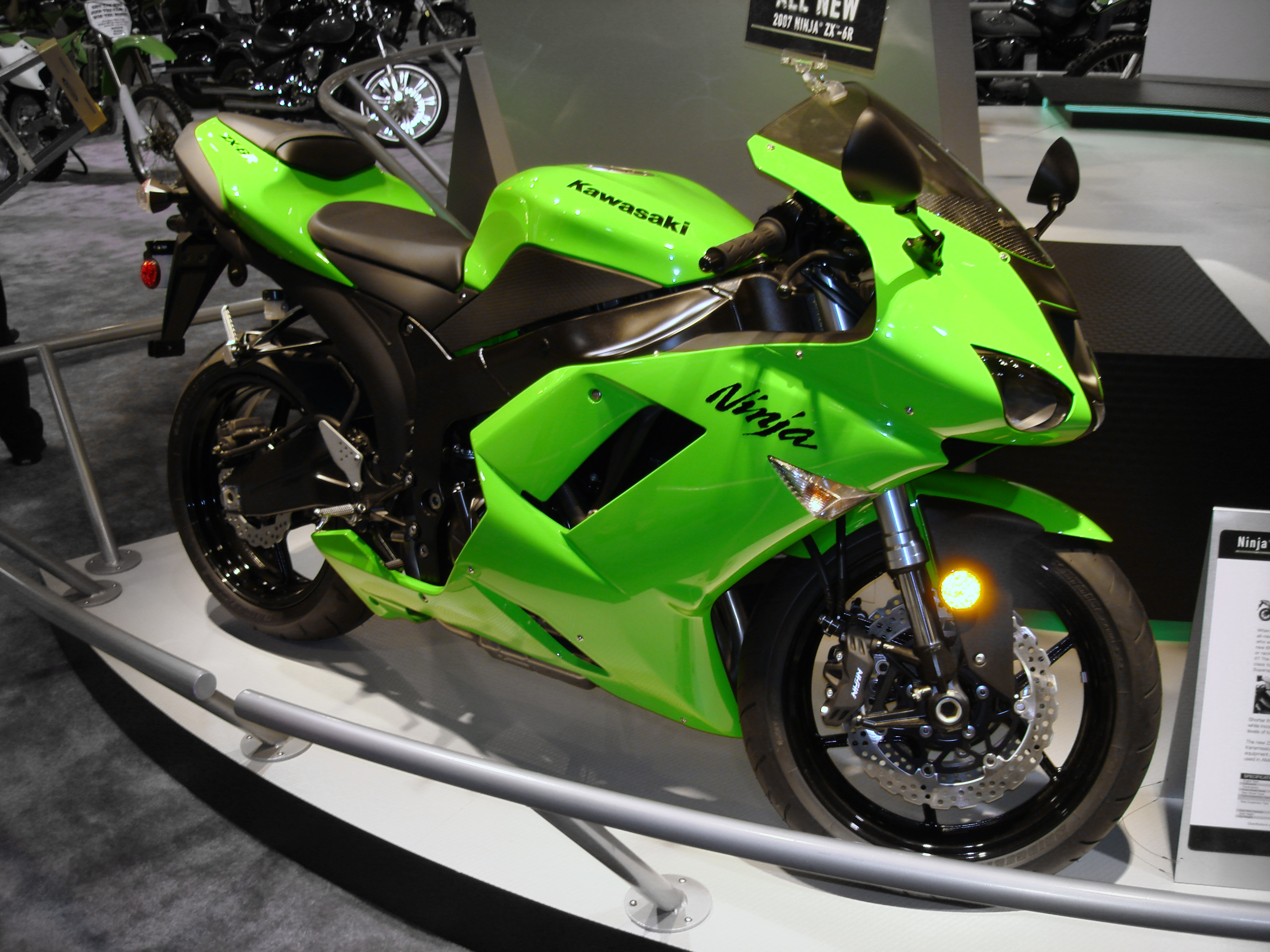
川崎Ninja ZX-6R

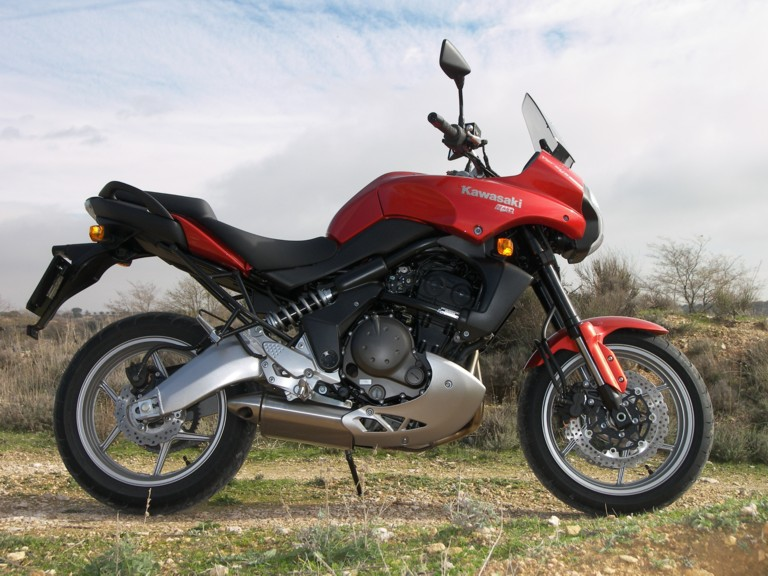
川崎Versys

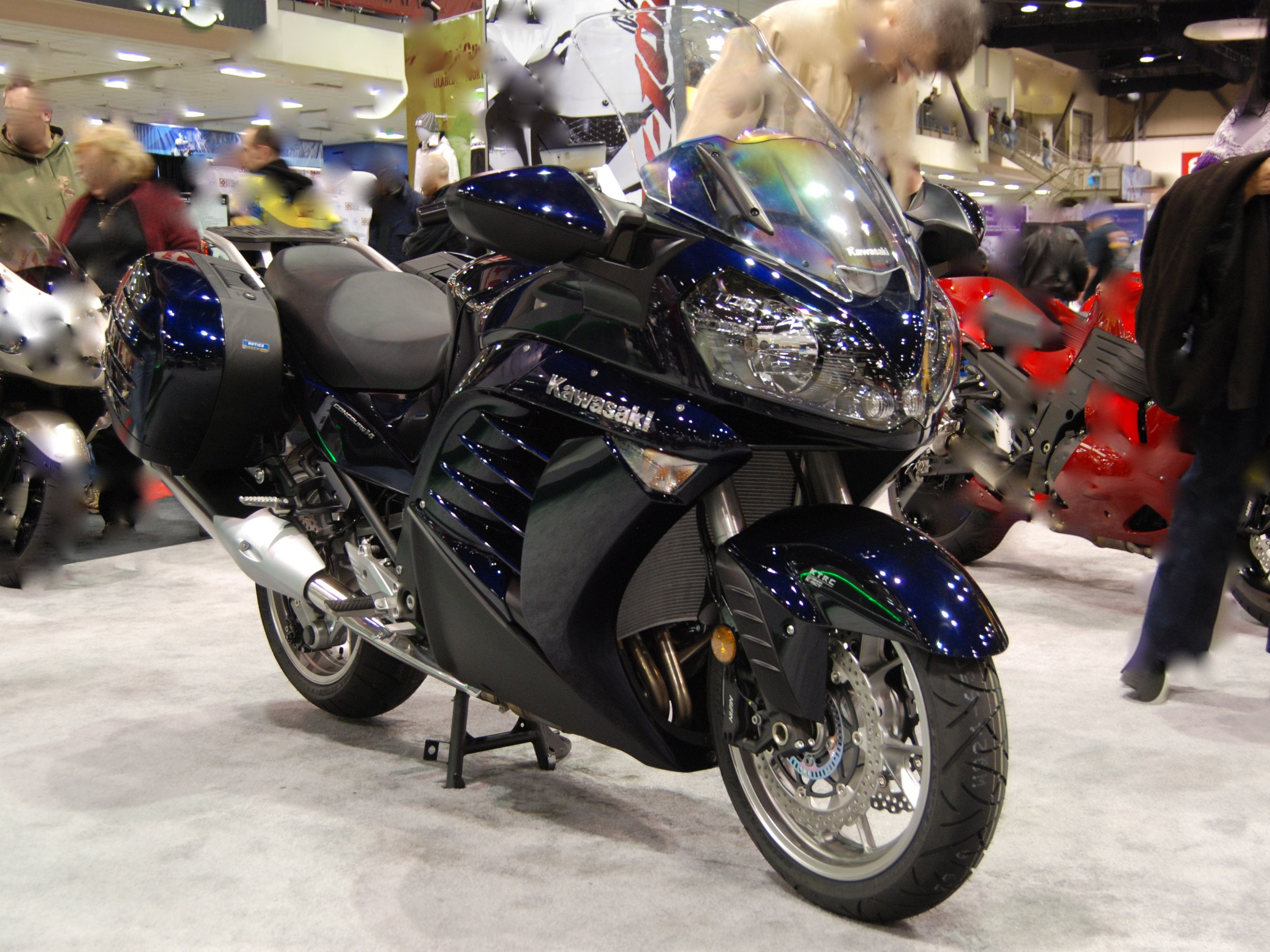
川崎1400GTR

- KLX125/230/300R/250/400R
- KAZE HIT/NEW
- KLR 250/650
- KAZE125
- GTO
- BOSS
- KRR-SSR
- ZX130
- KLE500
- VERSYS X-300 TOURER
- VERSYS 650
- W800（STREET、CAFE）
- ER-6n/f
- Versys
- zephyr400
- zephyr550
- zephyr750
- zephyr1100
- zephyrx
- ZR-7S
- 1000GTR
- 1400GTR

VULCAN車系（美式嘻皮車種）
- VULCAN650
- VN800
- VN900
- VN1500
- VN1600
- VN2000

Z車系
- Z125
- Z250/SL

- Z300
- Z400
- Z650
- Z800
- Z900/RS/RS CAFE
- Z1000/R EDITION
- ZZR600
- ZZR1200
- ZZR1400/ABS (ZX-14)
- ZRX1200R/1100
- ZH2

Ninja車系（跑車/休旅車/街車）
- Ninja ZX-250/R/SL
- Ninja ZX-300R
- Ninja ZX-25R/RR
- Ninja 300
- Ninja 400
- Ninja ZX-4R/RR
- Ninja ZX-6R/RR
- Ninja 650
- Ninja ZX-6R 636
- Ninja ZX-10R/RR
- Ninja ZX-14R
- Ninja 1000
- Ninja H2/R/SX SE

## 船舶
創立以來骨幹部門2002年再度分社化川崎重工業船舶海洋公司，於2010年由川崎重工吸收合併。有神戶船廠（主要生产军品）、坂出船廠（民用）。

### 主要產品
- 第二次世界大戰前（川崎重工業株式会社）
  - 榛名號戰艦
  - 伊勢號戰艦
  - 飛鷹號航空母艦（原：出雲丸）
  - 加賀號航空母艦
  - 瑞鶴號航空母艦
  - 大鳳號航空母艦
  - 生駒號航空母艦（未完工）

- 第二次世界大戰後（川崎重工業船舶海洋公司（日语：川崎重工業船舶海洋カンパニー））
  - 波音Jetfoil 929（噴射水翼船，波音將此系列的生產專利轉讓予川崎重工）
  - 水上電單車（噴射滑行（日语：ジェットスキー））
  - 汐潮級潛艇的SS-574、SS-576、SS-578、SS-580、SS-582号艇
  - 春潮級潛艇的SS-584、SS-586、TSS-3607（原SS-588）號艇
  - 亲潮级潜艇的SS-590、SS-592、SS-594、SS-596、SS-598、SS-600号艇
  - 蒼龍級潛艇的SS-502、SS-504号艇
  - 貨櫃船、散貨船、滚装船、液化天然氣運輸船LNG等

## 鐵路車輛
當公司名稱還是川崎造船所的時代，於1906年開始生產鐵路車輛，包含客车与蒸汽机车。在昭和初期私鐵開始購入被稱為「川造型（川造形）」的特色鋼製車。1928年鐵路車輛部門獨立為川崎車輛，1969年與其他分社合併為一體的川崎重工業。2001年採分公司制獨立為川崎重工業車輛，2021年從川崎重工業分離成子公司川崎車輛。

### JR
- 新幹線：800系以外各型電聯車（同時有製造800系的轉向架）
- 國鐵、JR在來線：
  - 日本國鐵103系電力動車組
  - JR西日本125系電聯車（全車輛）
  - 日本國鐵211系電力動車組
  - JR東日本E217系電力動車組
  - JR西日本223系電力動車組
  - JR東日本E231系電力動車組
  - JR東海383系電力動車組
  - JR東日本E531系電力動車組
  - JR東日本651系電力動車組（全車輛）
  - JR西日本681系電力動車組
  - JR西日本683系電力動車組
  - JR東日本701系電力動車組
  - JR東日本E721系電力動車組
  - JR北海道731系電力動車組等

### 大手私鐵
- 小田急電鐵（ロマンスカー、單軌線車輛也製造）
- 京阪電氣鐵道（石山坂本線的600・700形除外）
- 京濱急行電鐵：2100形電車等
- 東京地下鐵（但是08系電車除外。03系是只頭款車）
- 西日本鐵道：(600形以後所有車輛)
- 阪神電氣鐵道：9000系電車（所有車輛）、5500系（一部分）

### 中小私鐵、第三方鐵路
- 泉北高速鐵道
- 神戶電鐵（所有車輛）
- 埼玉高速鐵道（所有車輛）
- 埼玉新都市交通
- 山陽電氣鐵道（所有車輛）
- 首都圈新都市鐵道：TX-1000系電車（所有車輛）

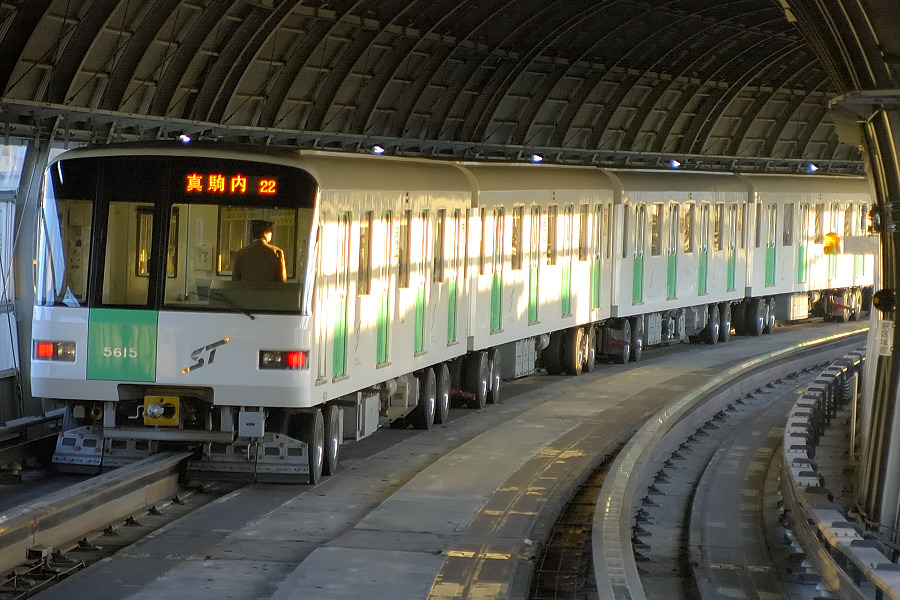
札幌市交通局，中央導軌膠輪5000型電車。攝於南北線，南平岸車站, 2006年11月.

- 東京臨海高速鐵道（所有車輛）
- 北神急行電鐵（所有車輛）

### 各市交通局
- 札幌市交通局：地下鐵（所有車輛）、路面電車（一部分）
- 仙台市交通局
- 東京都交通局（但是12-000系和10-300形除外）
- 橫濱市交通局：10000形（所有車輛）
- 大阪市交通局
- 神戶市交通局（所有車輛）
- 福岡市交通局（1000系的第09～15編成）

### 單軌電車、中運量系統（新交通）
- 大阪單軌電車
- 沖繩都市單軌電車（8~12編組）
- 神戶新交通（全部車輛）
- 北九州單軌電車（7~10編組）
- 多摩都市單軌電車
- 姬路市營單軌電車
- 廣島高速交通

### 海外輸出
- 新加坡新加坡陸運局
  - C151型電車
  - C751B型電車
- 臺灣 鐵路管理局
  - TP32850型三等普通客車
  - TPK32850型三等普通客守車
  - SP32400型二等客車
- 臺灣 台北捷運

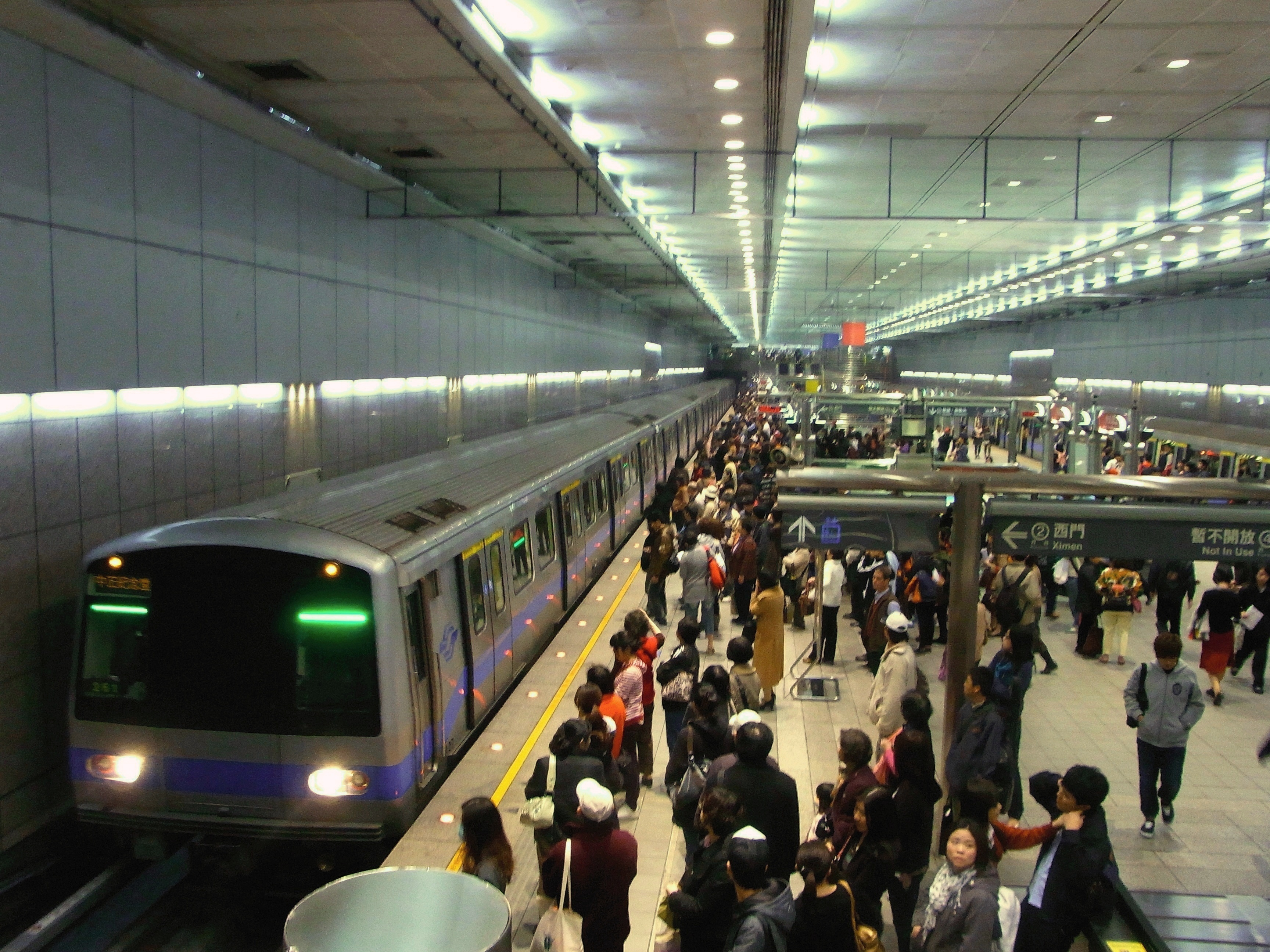
台北捷運的川崎重工製C371型電聯車

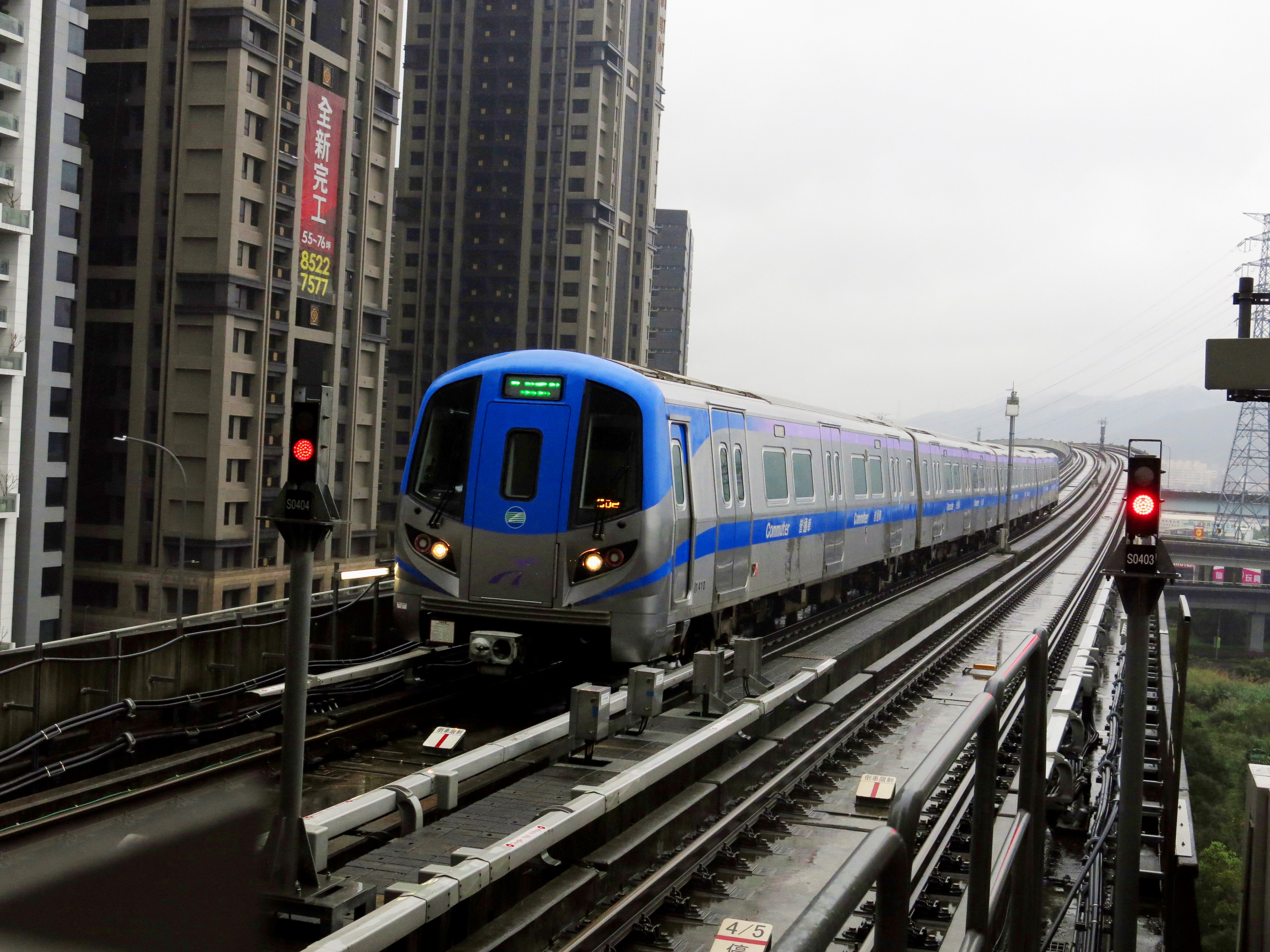
桃園捷運的川崎重工製1000型電聯車

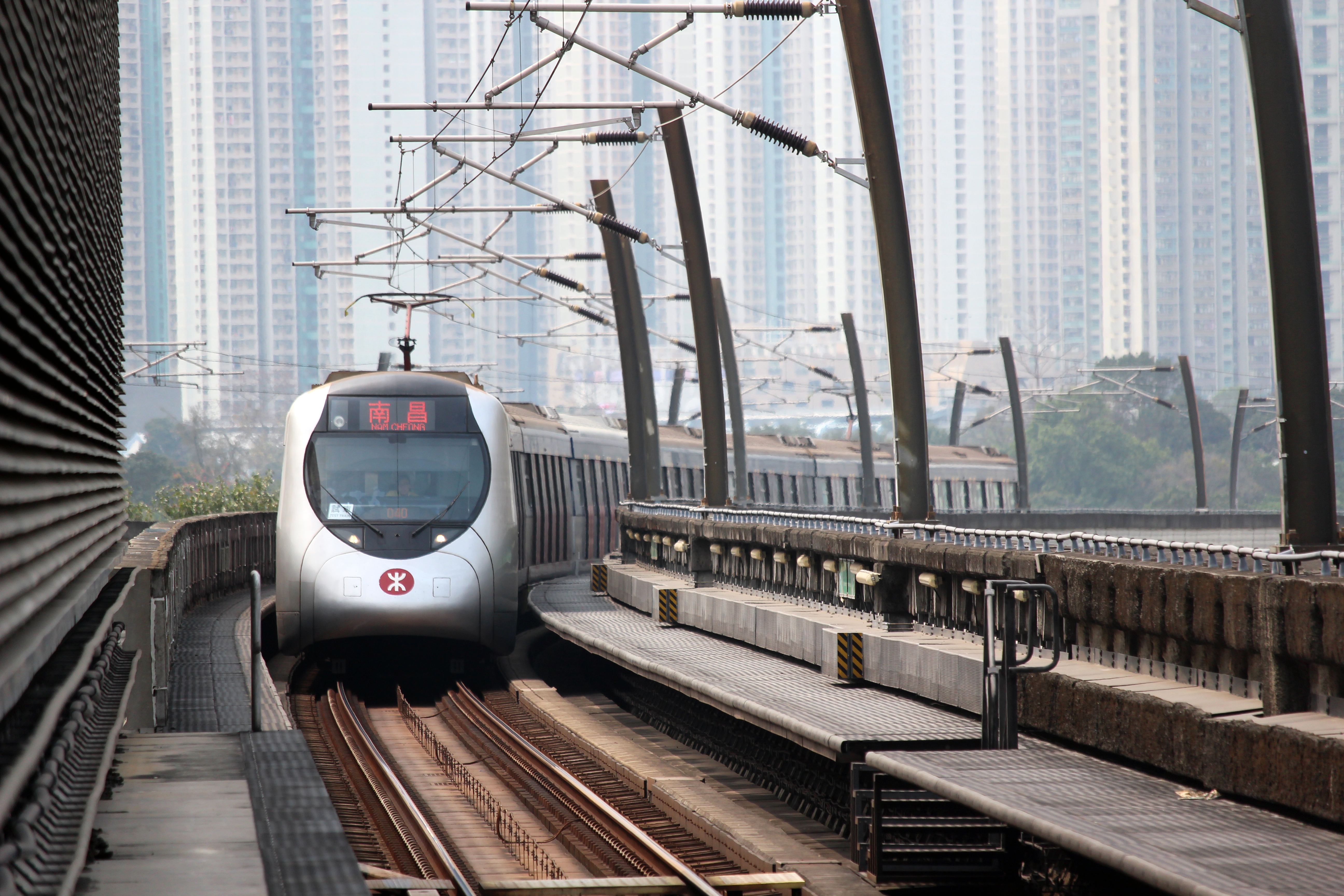
港鐵西鐵綫（現屯馬綫）8卡川崎重工製SP1900型列車（D325/D326）

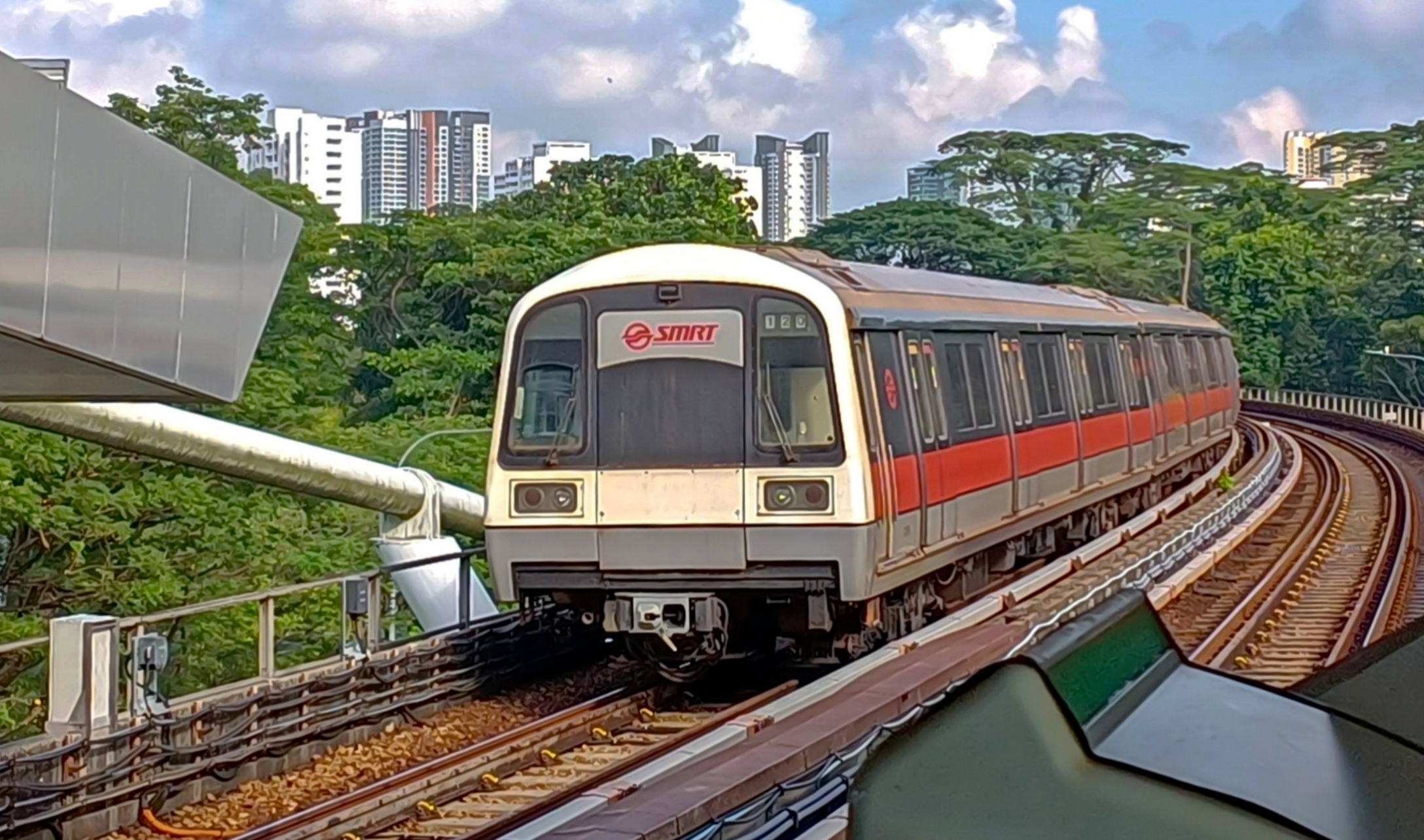
新加坡C151型電車

  - C301型（由子公司美国铁路联合机车集团URC最后组装）
  - C371型
  - C381型
- 臺灣 台灣高速鐵路
  - 700T型新幹線電聯車（部分）
- 臺灣 桃園捷運
  - 1000型
  - 2000型
- 臺灣 台中捷運
  - 中運量電聯車
- 中国 中國鐵路總公司
  - 6K型电力机车
  - CRH2型电力动车组（6組为散件形式付运、3组为日本完成，其余列车由中国南车四方-川崎重工生产）
- 美国 紐約市交通局
- 香港 九廣鐵路公司（已經全數租予港鐵公司）
  - 輕鐵第2代電動列車（1071-1090，1201-1210，已全數退役）
  - 港鐵伊藤忠近畿川崎列車（港鐵西鐵綫（現屯馬綫）其中10列列車）
- 美国  麻薩諸塞港灣運輸局
- 巴拿马  巴拿馬運河廳

## 工程機械
- 压路机
- 装载机
- 自卸卡車
- 推雪機
- 旋轉掃雪機
- 全断面隧道掘进机

## 關連項目
- 神戶勝利船（原：川崎製鐵水島足球隊）

## 外部連結
- 川崎重工業株式会社 （页面存档备份，存于）（日語）（繁體中文）（简体中文）（英文）
- Kawasaki Motors Taiwan 台崎重車 （页面存档备份，存于）（繁體中文）
- Kawasaki Group Channel - YouTube （页面存档备份，存于）